# Transición de Mali de 2020
La transición de Malí de 2020 inició el 25 de septiembre con el nombramiento de Ba N'Daou como presidente de transición del país, sustituyendo a la junta militar, autodenominada Comité Nacional para la Salvación del Pueblo que asumió el poder tras el golpe de Estado del 18 de agosto de 2020 contra el presidente Ibrahim Boubacar Keïta. El jefe de la junta militar, Assimi Goita asumió la vicepresidencia. Dos días después, el 27 de septiembre se nombró al diplomático Moctar Ouane como primer ministro y el 5 de octubre se dio a conocer el gobierno de transición. El 6 de octubre la CEDEAO anunció el levantamiento de las sanciones internacionales impuestas por el golpe de Estado. El marco de la transición se establece en la Carta de transición de Malí promulgada en el diario oficial el 1 de octubre. Se establece que el periodo de transición es de 18 meses. El 4 de diciembre se dieron a conocer los nombres de los 121 miembros del Consejo Nacional de Transición.

## Órganos transitorios
En el marco de la transición de Malí tras se establecen tres órganos transitorios:
- El Consejo Nacional de Transición órgano legislativo puesto en marcha el 5 de diciembre de 2020, como asamblea nacional y integrado por 121 miembros divididos entre las fuerzas de defensa y seguridad, la coalición de oposición (M-5), partidos políticos, periodistas, sociedad civil, religiosos, diáspora, jóvenes y mujeres. Organismo con prerrogativas de una asamblea.[1]
- El primer ministro de transición: Moctar Ouane
- El vicepresidente

## Posiciones

### Diálogo con grupos terroristas
El primer ministro de transición en Malí, Moctar Ouane, declaró en una entrevista realizada por RFI y France 24 que el Gobierno está dispuesto a dialogar con los grupos terroristas, en particular a priori con la filial de Al Qaeda en el país, como complemento a las acciones militares. Ouane señaló que «la negociación con los grupos terroristas o el diálogo con ellos para nosotros supone asumir la voluntad expresada por los malienses» por distintas vías en los últimos años, entre ellas el diálogo nacional de 2019.
También señaló que «los grupos armados destruyen mientras que el papel del Gobierno es construir por lo que debemos intentar actuar de forma que les impidamos destruir, bien por los medios que ofrecen las armas o por el diálogo que es posible a través de la discusión directa» añadiendo que el diálogo debe entenderse «como una respuesta complementaria a la acción militar» así como a la respuesta en materia de gobernanza y desarrollo.
Aseguró que no había diferencias con el gobierno francés y que las últimas operaciones de la operación Barkhane no afectaban al eventual diálogo. Ante la pregunta de se está dispuesto a negociar con Iyad Ag Ghali y Amadou Koufa, líder del Grupo de Apoyo al Islam y los Musulmanes (JNIM) y el del Frente de Liberación de Macina (FLM) que forma parte de dicha alianza yihadista que es la filial de Al Qaeda en el Sahel, Ouane señaló que no hay que «individualizar» pero que había que «dialogar con todos los hijos de Malí». «Estamos trabajando en ello y no excluimos llegar a este diálogo».  Ag Ghali y Koufa que ya había expresado la posición de diálogo meses antes, sin que en ningún momento hayan quedado confirmados los contactos.

## Cronología
- 5 de octubre de 2020 la CEDEAO anuncia el levantamiento del embargo comercial y financiero impuesto a Malí el 20 de agosto.
- 6 de octubre el coronel y vicepresidente Goïta anunció la liberación de las once personalidades civiles y militares detenidas durante el golpe de estado y todavía en manos de los militares, entre ellos Boubou Cissé, el presidente de la Asamblea Nacional, Moussa Timbiné, y nueve oficiales de alto rango que se opusieron al golpe.[7]

- 8 y 9 de octubre. Liberación de rehenes en manos de yihadistas y liberación de 200 detenidos en las cárceles de Malí.  Pocos días después del inicio del periodo de transición culminaron las negociaciones para la liberación de varias personas secuestradas en el norte de Malí, entre ellas el político maliense Soumalia Cissé, secuestrado en marzo de 2020 cuando estaba en campaña electoral en Tombuctú, cuya liberación era una de las reivindicaciones de las protestas en la calle antes del golpe de Estado del mes de agosto. También se liberó a la trabajadora humanitaria francesa Sophie Pétronin, de 75 años, que llevaba cuatro años secuestrada en manos de Al Qaeda en el Magreb Islámico[8] y a dos italianos que habían sido secuestrados en Niger: el sacerdote Pierluigi Maccalli secuestrado en Niger en la frontera con Burkina Faso en septiembre de 2018 por yihadistas y al ingeniero Nicola Chiacchio.[9] Sigue pendiente la liberación de la monja colombiana Gloria Cecilia Narváez Argoty, secuestrada en 2017 y supuestamente en manos del Grupo de Apoyo al Islam y los Musulmanes.[10] Por su parte Suiza anunció la muerte de una ciudadana secuestrada también en Malí según declaraciones de los rehenes liberados.[11] Según información conocida unos días más tarde, se trataría de Béatrice Stockly,[12] misionera evangelista quien ya fue secuestrada por primera vez en enero de 2016.[13] Por su parte el gobierno de Malí liberó a más de 200 encarcelados por temas de terrorismo, entre ellos varios líderes yihadistas, una decisión que generó malestar en el ejército francés -varios de los liberados habían sido detenidos durante la operación Barkhane-[14] y en Burkina Faso dado que algunos terroristas liberados habían participado en atentados en este país y también existen varios rehenes europeos en manos de los grupos yihadistas.[15]
- 11 de octubre Visita oficial a Malí del jefe de Estado de Ghana Nana Akufo-Addo, presidente en ejercicio de la CEDEAO, el presidente de la Comisión Jean-Claude Kassi Brou. Entre las cuestiones pendientes está la disolución de la junta militar antes de la puesta en marcha del Consejo Nacional de Transición que no se menciona durante la visita. Akufo-Addo señala que tiene esperanza de que la transición tenga éxito.[16][17]
- 13 de octubre Mueren doce militares de Malí en dos ataques contra un puesto de control en el centro de Malí en la región de Mopti. Nueve presuntos terroristas han sido abatidos.[18] También se reporta el ataque a un autobús civil en el que mueren catorce pasajeros, entre ellos dos militares.[19]
- 3 de diciembre se da a conocer el nombre de los 121 miembros del Consejo Nacional de Transición, entre ellos el coronel Malick Diaw, número 2 de la junta militar que tomó el poder, personas próximas al imán Mahmoud Dicko, figuras de la ex-rebelión tuareg como Mohamed Ag Intalla, jefe tradicional de la tribuo de los Iforas en Kidal, también miembros de los partidos del gobierno, de la oposición incluido el M5, movimiento que participó en la revuelta contra el entonces presidente Ibrahim Boubacar Keïta. Entre los miembros del RPM, antiguo partido del poder forman parte del nuevo Consejo Nacional de Transición Mamadou Diarrassouba, o Assarid Ag Imbarcaouane, de la Alianza por la democracia en Malí (Adéma).[20][21]
- 3 de diciembre el primer ministro de transición Moctar Ouane confirma en una entrevista a RFI y France 24 que el gobierno de transición en Malí, abierto al diálogo con los grupos terroristas como complemento a las acciones militares[5][6]